# Gemeentelijke herindelingsverkiezingen in Nederland 2022
Gemeentelijke herindelingsverkiezingen in Nederland 2022 geeft informatie over tussentijdse verkiezingen voor een gemeenteraad in Nederland die gehouden werden in 2022.

## Verkiezingen op 16 maart 2022
Op 16 maart 2022 zijn tussentijdse gemeenteraadsverkiezingen gehouden in twee gemeenten die betrokken waren bij een herindelingsoperatie die op 24 maart 2022 is doorgevoerd.
De volgende gemeenten waren bij deze verkiezingen betrokken:
- de gemeenten Amsterdam en Weesp: opheffing van Weesp en toevoeging van het grondgebied aan Amsterdam.[2]

In deze gemeenten zijn de reguliere gemeenteraadsverkiezingen van 16 maart 2022 niet gehouden.
Door deze herindeling daalde het aantal gemeenten in Nederland per 24 maart 2022 van 345 naar 344.

## Verkiezingen op 23 november 2022
Op 23 november 2022 zijn tussentijdse gemeenteraadsverkiezingen gehouden in drie gemeenten die betrokken waren bij een herindelingsoperatie die op 1 januari 2023 is doorgevoerd.
De volgende gemeenten waren bij deze verkiezingen betrokken:
- de gemeenten Brielle, Hellevoetsluis en Westvoorne: samenvoeging tot een nieuwe gemeente Voorne aan Zee.[3]

In deze gemeenten zijn de reguliere gemeenteraadsverkiezingen van 16 maart 2022 niet gehouden.
Door deze herindeling daalde het aantal gemeenten in Nederland per 1 januari 2023 van 344 naar 342.